# Мойнахан, Бриджит
Кэтрин Бриджит Мойнахан (англ. Kathryn Bridget Moynahan; род. 28 апреля 1971, Бингемтон, Нью-Йорк, США) — американская модель и актриса.

## Биография
Кэтрин Бриджит Мойнахан родилась в Бингемтоне, штат Нью-Йорк в семье американки ирландского происхождения Мэри Бриджит (урожденной Мориарти), бывшей школьной учительницы, и Эдварда Брэдли Мойнахана, ученого и бывшего администратора Массачусетского университета в Амхерсте. У Мойнахан есть также два брата, Энди и Шон. Когда ей было около семи лет, ее семья переехала в Лонгмидоу, штат Массачусетс, где она позже училась в средней школе Лонгмидоу и была капитаном женских команд по футболу, баскетболу и лякроссу. В интервью она рассказала, что в детстве была настоящим сорванцом.

После окончания Лонгмидоуской средней школы в 1989 году, Мойнахан начала карьеру в модельном бизнесе. В 18 лет она переехала в Нью-Йорк и стала лицом одного американского модельного агентства, которое привлекало её для всего, что только возможно, от каталогов универмага до обложек широко известных журналов, таких как Vogue, Elle, Glamour. В интервью о модельном бизнесе она говорила: 
Это был сумасшедший мир больших денег. Мне нравилось быть моделью, но я знала, что это не будет длиться вечно, поэтому решила стать актрисой.
 После участия в нескольких телевизионных рекламных роликах, она начала брать уроки актёрского мастерства, чтобы изменить профессию и стать профессиональной актрисой.
Её телевизионный дебют состоялся в качестве гостя в комедийном сериале «Секс в большом городе» в 1999 году, где она позже получила постоянную роль Наташи. На следующий год, она дебютировала в художественном фильме — «Бар „Гадкий койот“». После этого она сыграла роль второго плана в фильме «Интуиция» (2001). Затем Мойнахан появилась в целом ряде знаменитых фильмов, в том числе в боевике «Цена страха» (2002), шпионском триллере «Рекрут» (2003), научно-фантастическом блокбастере «Я, робот» (2004), и политическом триллере «Оружейный барон» (2005).
В 2006 году Мойнахан снялась в телесериале ABC «Шесть степеней», премьера которого состоялась в сентябре того же года. Участие её, правда, оказалось неудачным и её заменили после первого же сезона. С тех пор она вернулась в кино, снявшись ещё в паре малобюджетных картин. В том же году журнал Maxim поместил ее на 96 место в своем ежегодном списке Hot 100.
В 2010 году она завершила работу в «Рамона и Бизус», который был показан в июле 2010 года во всех кинотеатрах США. На телевидении, Мойнахан сыграла как приглашённая звезда в драме CBS «Голубая кровь».
Была лицом бренда Garnier.
В 2014 году Бриджит появилась в роли покойной жены главного героя в боевике «Джон Уик», также появившись в сиквеле 2017 года. В 2019 году она снялась в боевике «Полицейский седан».

## Личная жизнь
С 2001 по 2003 Мойнахан находилась в отношениях со сценаристом, Скоттом Розенбергом. В 2004—2006 годах Бриджит состояла в фактическом браке с футболистом Томом Брэйди. Пара рассталась когда Мойнахан ждала ребенка от Брэйди и находилась на третьем месяце беременности. У них есть сын — Джон Эдвард Томас Мойнахан (род. 22 августа 2007).
С 17 октября 2015 года Бриджит замужем за бизнесменом Эндрю Франкелем. У Франкеля есть три сына от предыдущих отношений.

## Фильмография
| Год       |     | Русское название                              | Оригинальное название             | Роль                              |
| --------- | --- | --------------------------------------------- | --------------------------------- | --------------------------------- |
| 1999—2000 | с   | Секс в большом городе                         | Sex and the City                  | Наташа, жена Бига                 |
| 2000      | ф   |                                               | Row Your Boat                     | хозяйка квартиры                  |
| 2000      | ф   |                                               | In the Weeds                      | Эми                               |
| 2000      | ф   | Пустяковый с судьбой                          | Trifling with Fate                | Фэйм                              |
| 2000      | ф   | Бар «Гадкий койот»                            | Coyote Ugly                       | Рэйчел                            |
| 2000      | ф   | Проигравший                                   | Whipped                           | Мари                              |
| 2001      | ф   | Интуиция                                      | Serendipity                       | Холли Бакэнэн                     |
| 2001      | с   | Возвращение в Калифорнию                      | Going to California               | Лили                              |
| 2002      | ф   | Цена страха                                   | The Sum of All Fears              | доктор Катерина Мюллер            |
| 2003      | ф   | Рекрут                                        | The Recruit                       | Лайла Мур                         |
| 2004      | ф   | Я, робот                                      | I, Robot                          | Сьюзен Келвин                     |
| 2005      | ф   | Оружейный барон                               | Lord of War                       | Эва Фонтейн                       |
| 2006      | ф   | Проблемы Грэй                                 | Gray Matters                      | Чарли Келси                       |
| 2006      | ф   | 5 неизвестных                                 | Unknown                           | Элиза Колз                        |
| 2006      | с   | Шестеро                                       | Six Degrees                       | Уитни Крэйн                       |
| 2007      | ф   | Добыча                                        | Prey                              | Эми Ньюмэн                        |
| 2007      | ф   | Шум                                           | Noise                             | Хелен Оуэн                        |
| 2008      | с   | Элай Стоун                                    | Eli Stone                         | Эшли Кардифф                      |
| 2009      | тф  |                                               | Bunker Hill                       | Эрин Мориарти                     |
| 2010      | ф   | Рамона и Бизус                                | Ramona and Beezus                 | Дороти Куимби                     |
| 2010—2023 | с   | Голубая кровь                                 | Blue Bloods                       | Эрин Рейган-Бойл                  |
| 2011      | ф   | Инопланетное вторжение: Битва за Лос-Анджелес | Battle: Los Angeles               | ветеринар Мишель                  |
| 2014      | ф   | Ничтожный                                     | Small Time                        | Барбара                           |
| 2014      | ф   | Джон Уик                                      | John Wick                         | Хелен, жена Уика                  |
| 2014      | ф   | Полуночное солнце                             | The Journey Home                  | мама Люка                         |
| 2017      | ф   | Джон Уик 2                                    | John Wick: Chapter 2              | Хелен, жена Уика                  |
| 2019      | ф   | Полицейский седан                             | Crown Vic                         | Трейси                            |
| 2019      | ф   | Джон Уик 3                                    | John Wick: Chapter 3 — Parabellum | Хелен, жена Уика                  |
| 2021      | с   | И просто так                                  | And Just Like That...             | Наташа Нагински, бывшая жена Бига |
| 2023      | ф   | Джон Уик 4                                    | John Wick: Chapter 4              | Хелен, жена Уика                  |
|           | кор |                                               | Swipe NYC                         | Касс                              |